# Fastfood
Begrebet fastfood kommer fra engelsk fast food, hurtig mad, og bruges om færdiglavet mad, som man kan købe i fastfoodrestauranter. Maden har flere fordele; den er billig, mange kan lide den, den er nem at finde og hurtigt spist, men den kan være usund og ødelæggende for traditionel madkultur.
Fastfood er sandwich, hamburger, fish and chips, kebab, pitabrød, pommes frites, taco, pizza og meget pasta. Mange fastfoodrestauranter tilbyder andre retter som ikke er ligeså letspiste, såsom chili con carne, (kartoffel)mos eller salater.
Madtypen har udviklet sig i samspil med det moderne samfund, hvor folk går mere ud for at arbejde eller hygge sig og bruger mindre tid hjemme. Udover at maden hurtigt er færdig, kan den også spises hurtigt, hvad der passer godt i en travl hverdag. Meget fastfood kan desuden spises uden bestik, noget mange oplever som lettere.
Det er også blevet populært at tage maden med fra en take-away eller få den leveret, så man ikke engang behøver gå ud af huset for at få fastfood.

## Sundhed
Grunden til, at fastfood regnes for usund, er, at den ofte indeholder meget fedt og husholdningssalt og ganske få vigtige næringsstoffer. En krop, som lever af fastfood alene, vil efterhånden forfalde, som det blandt andet er blevet illustreret i dokumentarfilmen "Super Size Me" om en mand, som i en måned kun spiste mad fra McDonald's.
Som en reaktion på fastfood er der opstået en bevægelse for langsom mad, Slow Food, som lægger vægt på traditionel, økologisk mad, som det tager lang tid at lave og nyde.
Der findes dog også sundere fastfood-alternativer som salater og grøntsagsretter.

## Fastfoodkæder
Fastfood købes ofte hos fastfoodkæder, hvor af flere har vokset sig til multinationale virksomheder.